# Gazzetta di Brescia (1771)
La Gazzetta di Brescia fu un settimanale pubblicato a Brescia nel 1771 e, sotto la testata di Notizie enciclopediche, tra il 1774 il 1775.

## Storia
La rivista consisteva di quattro pagine a doppia colonna. Fu fondata e diretta da Giovanni Battista Bettolini e pubblicata dalla Tipografia "de' Fratelli Pasini" di Brescia.
Oltre alle notizie provenienti dalle principali città europee, il settimanale si caratterizzò per la pubblicazioni di informazioni a carattere locale, tanto che da essere ritenuto dallo storico Ugo Vaglia "[...] il primo giornale cittadino, nel significato moderno, sia per la natura degli argomenti esposti in forma di corrispondenza, sia per il carattere divulgativo delle notizie [...]".
Uscì in dodici numeri, dal 6 luglio al 12 settembre 1771. Bettolini avrebbe poi ripreso le pubblicazioni nel 1774 sotto la denominazione di Notizie enciclopediche. Anche quest'ultima esperienza fu di breve durata: terminò con il n. 69 del 9 dicembre 1775.